# Nadine Riesen
Nadine Riesen, właśc. Nadine Andrina Riesen (ur. 11 kwietnia 2000 w St. Gallen) – szwajcarska piłkarka, występująca na pozycji obrończyni w niemieckim klubie Eintracht Frankfurt oraz w reprezentacji Szwajcarii. Uczestniczka Mistrzostw Świata 2023 oraz Mistrzostw Europy 2022 i 2025.

## Statystyki

### Klubowe
Na podstawie:
| Klub                   | Sezonów | Liga                 | Liga  | Liga   | Puchar krajowy | Puchar krajowy | Kontynentalne | Kontynentalne | Suma  | Suma   |
| Klub                   | Sezonów | Liga                 | Mecze | Bramki | Mecze          | Bramki         | Mecze         | Bramki        | Mecze | Bramki |
| ---------------------- | ------- | -------------------- | ----- | ------ | -------------- | -------------- | ------------- | ------------- | ----- | ------ |
| FC Sankt Gallen        | 1       | Women's Super League | 12    | 1      | 3              | 0              | –             | –             | 46    | 7      |
| FC Sankt Gallen        | 2       | Nationalliga B       | 31    | 6      | 3              | 0              | –             | –             | 46    | 7      |
| BSC YB Frauen          | 2       | Women's Super League | 39    | 8      | 5              | 3              | –             | –             | 44    | 12     |
| FC Zürich              | 3       | Women's Super League | 36    | 6      | 19             | 2              | 12            | 1             | 67    | 9      |
| Eintracht Frankfurt II | 2       | 2. Bundesliga        | 1     | 0      | 0              | 0              | –             | –             | 1     | 0      |
| Eintracht Frankfurt    | 1       | Bundesliga           | 26    | 0      | 5              | 0              | 5             | 0             | 36    | 0      |
|                        | Łącznie | Łącznie              | 145   | 21     | 32             | 5              | 17            | 1             | 194   | 27     |

### Reprezentacyjne
Na podstawie:
| Gole w reprezentacji | Gole w reprezentacji | Gole w reprezentacji | Gole w reprezentacji | Gole w reprezentacji | Gole w reprezentacji | Gole w reprezentacji | Gole w reprezentacji    |
| Lp.                  | Data                 | Miasto               | Przeciwnik           | Wynik                | Gole                 | Inne                 | Rozgrywki               |
| -------------------- | -------------------- | -------------------- | -------------------- | -------------------- | -------------------- | -------------------- | ----------------------- |
| 1.                   | 09.04.2024           | Baku                 | Azerbejdżan          | 4:0 (2:0)            | 54'                  |                      | Eliminacje EURO 2025    |
| 2.                   | 02.07.2025           | Bazylea              | Norwegia             | 1:2 (1:0)            | 28'                  |                      | Mistrzostwa Europy 2025 |

## Sukcesy
Na podstawie:

### Klubowe
- Mistrzyni Szwajcarii 2021/22, 2022/23
- Puchar Szwajcarii 2021/22